# Maud Duff
Principessa Maud, Contessa di Southesk (Maud Alexandra Victoria Georgina Bertha Carnegie; nata Duff; Richmond upon Thames, 3 aprile 1893 – Londra, 14 dicembre 1945), è stata un membro della famiglia reale britannica, nipote in linea femminile di Re Edoardo VII. Maud e sua sorella maggiore, Alexandra, furono le uniche discendenti in linea femminile di un sovrano britannico ad avere la concessione del titolo di Principessa di Gran Bretagna..
Sebbene la Principessa Maud non svolse normalmente incarichi reali, servì come Consigliere di Stato dal 1940 al 1945.
|  |

## Infanzia
Maud nacque a East Sheen Lodge, Richmond upon Thames nel Surrey il 3 aprile 1893. Suo padre era Alexander Duff, I duca di Fife (1840–1912), figlio di James Duff, V conte Fife e di sua moglie, Lady Agnes Hay. Egli fu creato Duca di Fife in seguito al matrimonio con la madre di Maud, allora Principessa Luisa di Galles, la figlia maggiore di Alberto Edoardo, Principe di Galles (poi Re Edoardo VII) e Alessandra di Danimarca.
In quanto bisnipote in linea femminile di un monarca britannico (Regina Vittoria), Maud non aveva diritto al titolo di Principessa di Gran Bretagna né alla definizione di altezza reale. invece fu designata Lady Maud Duff, in quanto figlia di un duca.. Era sesta nella linea di successione al trono britannico al momento della sua nascita.
Maud e sua sorella erano le uniche principesse britanniche a discendere sia da Guglielmo IV (attraverso la sua amante, Dorothy Jordan), che dalla nipote di Guglielmo IV, la Regina Vittoria, che gli succedette poiché quest'ultimo non aveva prole legittima.

## Principessa Maud

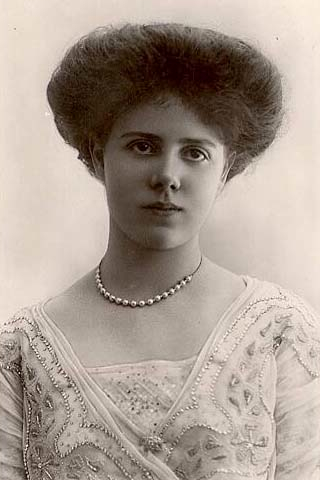
La Principessa Maud di Fife da adolescente.

Nel 1900, la Regina Vittoria concesse al padre di Maud un secondo ducato di Fife nei pari del Regno Unito con una speciale trasmissione che prevedeva la successione alle figlie del duca ed ai loro discendenti maschi, in mancanza di un erede maschio. Maud diventò seconda in linea al ducato dopo sua sorella, Lady Alexandra Duff.
Il 5 novembre 1905, Re Edoardo VII diede alla madre di Maud il titolo di Princess Royal. Ordinò ulteriormente il Garter King of Arms Maud e sua sorella Alexandra con la designazione e l'attributo di Altezza e precedenza immediata dopo tutti i membri della famiglia reale recanti la designazione di Altezza Reale. Da quel momento, Sua Altezza Principessa Maud di Fife derivò il suo titolo e rango non da suo padre (un duca), ma invece da una volontà del sovrano (suo nonno).
Il 13 novembre 1923, Maud sposo Lord Carnegie (23 settembre 1893 – 16 febbraio 1992) nella Royal Military Chapel, Wellington Barracks, Londra. Lord Carnegie era il figlio maggiore di Charles Noel Carnegie, X conte di Southesk ed ereditò il titolo di Conte di Southesk alla morte di suo padre il 10 novembre 1941.
In seguito al suo matrimonio, Maud smise di utilizzare il titolo di Principessa del Regno Unito e la designazione di Altezza e fu nota come Lady Carnegie, e poi La Contessa di Southesk. In alcuni documenti informali era tuttavia ancora designata Principessa Maud.
Maud e suo marito gestirono una fattoria modello a Elsick, nel Kincardineshire, in Scozia.
Maud e suo marito ebbero un solo figlio:
- James George Alexander Bannerman Carnegie, III Duca di Fife, XII Conte di Southesk (n. 23 settembre 1929).[1]

## Vita successiva
Maud fu considerata membro della famiglia reale britannica, sebbene non partecipasse ad impegni pubblici e ufficiali. Partecipò alle incoronazioni di suo zio Giorgio V, nel giugno 1911 e di suo cugino di primo grado, Re Giorgio VI nel maggio 1937. Durante l'assenza di Giorgio VI in Africa nel 1943, Maud servì come Consigliere di Stato. Al momento della sua morte nel 1945, era tredicesima nella linea al trono britannico e successiva in linea al ducato di Fife, poiché l'unico figlio di sua sorella Alexandra, Alastair Windsor, II duca di Connaught e Strathearn era morto nel 1943. L'unico figlio di Maud, Lord Carnegie, succedette a sua zia come III Duca di Fife nel 1959. Succedette al titolo di suo padre nel 1992.
Maud morì in una casa di cura a Londra nel dicembre del 1945, dopo un attacco di bronchite acuta.

## Titoli, stile, onorificenze e stemma

### Titoli e stile
- 3 aprile 1893 – 5 novembre 1905: The Lady Maud Duff
- 5 novembre 1905 – 12 novembre 1923: Sua Altezza Principessa Maud di Fife, Principessa di Gran Bretagna e Irlanda
- 12 novembre 1923 – 10 novembre 1941: Lady Carnegie
- 10 novembre 1941 – 14 dicembre 1945: The Rt Hon La Contessa di Southesk

## Antenati
|                                |                                   |                                           | Genitori                                                       |  |  | Nonni |  |  | Bisnonni            |  |  | Trisnonni                      |  |
|                                |                                   |                                           |                                                                |  |  |       |  |  | Lord Alexander Duff |  |  | Alexander Duff, III conte Fife |  |
|                                |                                   |                                           |                                                                |  |  |       |  |  | Lord Alexander Duff |  |  | Alexander Duff, III conte Fife |  |
|                                |                                   | Mary Skene                                |                                                                |  |  |       |  |  | Lord Alexander Duff |  |  |                                |  |
| James Duff, V conte Fife       |                                   |                                           |                                                                |  |  |       |  |  | Lord Alexander Duff |  |  |                                |  |
|                                |                                   | Anne Stein                                | James Stein                                                    |  |  |       |  |  |                     |  |  |                                |  |
|                                |                                   | Anne Stein                                | James Stein                                                    |  |  |       |  |  |                     |  |  |                                |  |
|                                |                                   | Anne Stein                                | Catherine Buchanan                                             |  |  |       |  |  |                     |  |  |                                |  |
| Alexander Duff, I duca di Fife |                                   | Anne Stein                                |                                                                |  |  |       |  |  |                     |  |  |                                |  |
|                                |                                   | William George Hay, XVIII conte di Erroll | William Hay, XVII conte di Erroll                              |  |  |       |  |  |                     |  |  |                                |  |
|                                |                                   | William George Hay, XVIII conte di Erroll | William Hay, XVII conte di Erroll                              |  |  |       |  |  |                     |  |  |                                |  |
|                                |                                   | William George Hay, XVIII conte di Erroll | Alicia Eliot                                                   |  |  |       |  |  |                     |  |  |                                |  |
| Agnes Hay                      |                                   | William George Hay, XVIII conte di Erroll |                                                                |  |  |       |  |  |                     |  |  |                                |  |
|                                |                                   | Elizabeth FitzClarence                    | Guglielmo IV del Regno Unito                                   |  |  |       |  |  |                     |  |  |                                |  |
|                                |                                   | Elizabeth FitzClarence                    | Guglielmo IV del Regno Unito                                   |  |  |       |  |  |                     |  |  |                                |  |
|                                |                                   | Elizabeth FitzClarence                    | Dorothea Jordan                                                |  |  |       |  |  |                     |  |  |                                |  |
| Principessa Maud di Fife       |                                   | Elizabeth FitzClarence                    |                                                                |  |  |       |  |  |                     |  |  |                                |  |
|                                | Alberto di Sassonia-Coburgo-Gotha | Ernesto I di Sassonia-Coburgo-Gotha       |                                                                |  |  |       |  |  |                     |  |  |                                |  |
|                                | Alberto di Sassonia-Coburgo-Gotha | Ernesto I di Sassonia-Coburgo-Gotha       |                                                                |  |  |       |  |  |                     |  |  |                                |  |
|                                | Alberto di Sassonia-Coburgo-Gotha | Luisa di Sassonia-Gotha-Altenburg         |                                                                |  |  |       |  |  |                     |  |  |                                |  |
| Edoardo VII del Regno Unito    | Alberto di Sassonia-Coburgo-Gotha |                                           |                                                                |  |  |       |  |  |                     |  |  |                                |  |
|                                |                                   | Vittoria del Regno Unito                  | Edoardo Augusto di Hannover                                    |  |  |       |  |  |                     |  |  |                                |  |
|                                |                                   | Vittoria del Regno Unito                  | Edoardo Augusto di Hannover                                    |  |  |       |  |  |                     |  |  |                                |  |
|                                |                                   | Vittoria del Regno Unito                  | Vittoria di Sassonia-Coburgo-Saalfeld                          |  |  |       |  |  |                     |  |  |                                |  |
| Luisa, principessa reale       |                                   | Vittoria del Regno Unito                  |                                                                |  |  |       |  |  |                     |  |  |                                |  |
|                                |                                   | Cristiano IX di Danimarca                 | Federico Guglielmo di Schleswig-Holstein-Sonderburg-Glücksburg |  |  |       |  |  |                     |  |  |                                |  |
|                                |                                   | Cristiano IX di Danimarca                 | Federico Guglielmo di Schleswig-Holstein-Sonderburg-Glücksburg |  |  |       |  |  |                     |  |  |                                |  |
|                                |                                   | Cristiano IX di Danimarca                 | Luisa Carolina d'Assia-Kassel                                  |  |  |       |  |  |                     |  |  |                                |  |
| Alessandra di Danimarca        |                                   | Cristiano IX di Danimarca                 |                                                                |  |  |       |  |  |                     |  |  |                                |  |
|                                |                                   | Luisa d'Assia-Kassel                      | Guglielmo d'Assia-Kassel                                       |  |  |       |  |  |                     |  |  |                                |  |
|                                |                                   | Luisa d'Assia-Kassel                      | Guglielmo d'Assia-Kassel                                       |  |  |       |  |  |                     |  |  |                                |  |
|                                |                                   | Luisa d'Assia-Kassel                      | Luisa Carlotta di Danimarca                                    |  |  |       |  |  |                     |  |  |                                |  |
|                                |                                   | Luisa d'Assia-Kassel                      |                                                                |  |  |       |  |  |                     |  |  |                                |  |